# Weiterswiller
Weiterswiller (deutsch Weitersweiler) ist eine französische Gemeinde mit 517 Einwohnern (Stand 1. Januar 2021) im Département Bas-Rhin in der Region Grand Est (bis 2015 Elsass). Sie liegt im Biosphärenreservat Pfälzerwald-Vosges du Nord. Die Nachbargemeinden sind Sparsbach im Norden, Weinbourg im Nordosten, Obersoultzbach im Osten, Bouxwiller im Südosten, Neuwiller-lès-Saverne im Süden, La Petite-Pierre im Westen und Erckartswiller im Nordwesten.

## Bevölkerungsentwicklung
| 1962 | 1968 | 1975 | 1982 | 1990 | 1999 | 2005 | 2012 | 2017 |
| ---- | ---- | ---- | ---- | ---- | ---- | ---- | ---- | ---- |
| 513  | 543  | 564  | 540  | 540  | 543  | 572  | 569  | 521  |

## Sehenswürdigkeiten

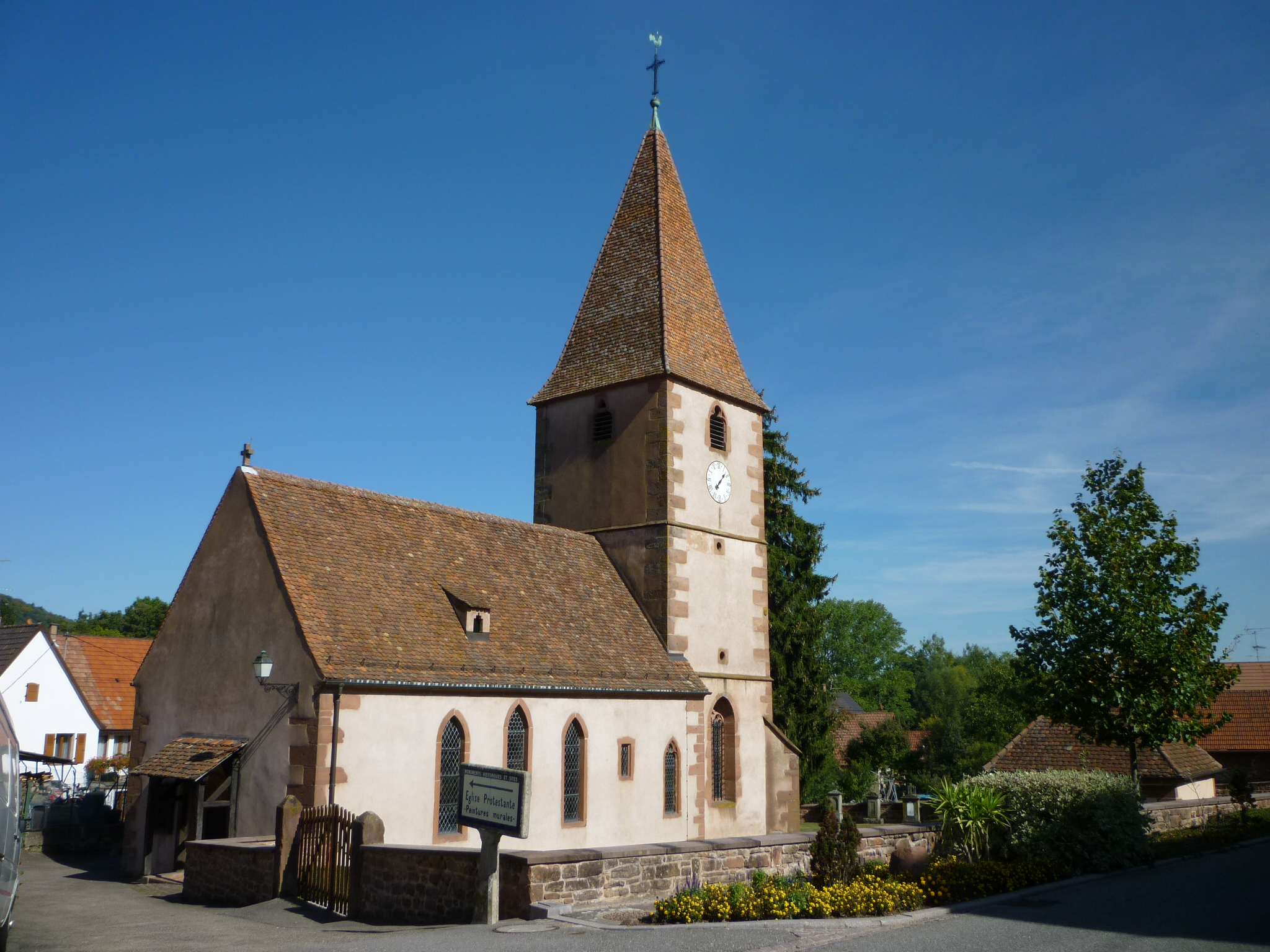
Protestantische Kirche, 2012

Die Kirche St. Michael, heute protestantische Kirche (Temple protestant), aus dem 15. Jahrhundert. Sie wurde im gotischen Stil erbaut und weist eine große Anzahl von Wandmalereien auf.

## Partnerschaft
Mit der deutschen Gemeinde Weitersweiler am Donnersberg in der Pfalz besteht eine Partnerschaft. Sie unterstützt bei der Durchführung des alle zwei Jahre im Juni stattfindenden deutsch-französischen Bauernmarkts.